# Stephanie Tubbs Jones

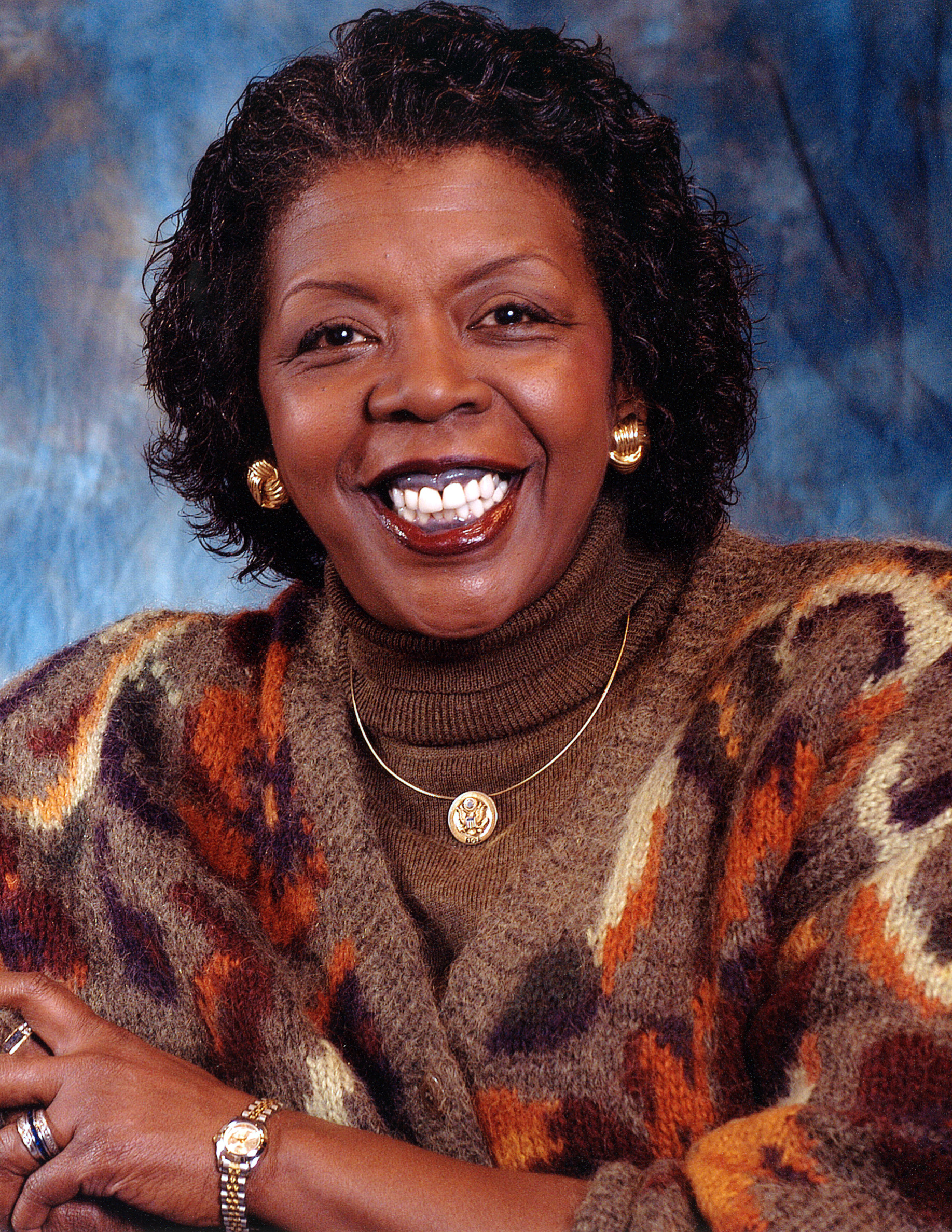
Stephanie Tubbs Jones

Stephanie Tubbs Jones (* 10. September 1949 in Cleveland, Ohio; † 20. August 2008 in East Cleveland, Ohio) war eine US-amerikanische Juristin und Politikerin.

## Leben
Sie studierte an der Case Western Reserve University in Cleveland und erhielt 1971 ihren Bachelor of Arts. 1974 bekam sie an dieser Universität ihren Juris Doctor. 1991 bis 1998 war sie Staatsanwältin in Cuyahoga County. Jones wurde 1998 als Demokratin in den Kongress gewählt und vertrat dort vom 3. Januar 1999 bis zu ihrem Tod den Bundesstaat Ohio im US-Repräsentantenhaus.
Stephanie Tubbs Jones erlitt während einer Autofahrt am 19. August 2008 eine Hirnblutung infolge eines Aneurysmas und verstarb am nächsten Tag im Krankenhaus.